# Polyrhachis fervens
Polyrhachis fervens é uma espécie de formiga do gênero Polyrhachis, pertencente à subfamília Formicinae.